# Izo (film)
IZO je japonský film režiséra Takašiho Miikeho z roku 2004. Izoa hraje Kazuya Nakayama a mezi mnoha postavami, s nimiž se na své cestě setkává, figurují například Takeši Kitano nebo Bob Sapp.
Hlavní postavou filmu je Izo Okada (1832-1865), japonský samuraj a asasín z 19. století, který byl umučen a popraven stětím v Tose. Poprvé se tato postava na plátně objevila v roce 1969 ve filmu Hitokiri, tehdy ho hrál Shintaro Katsu.

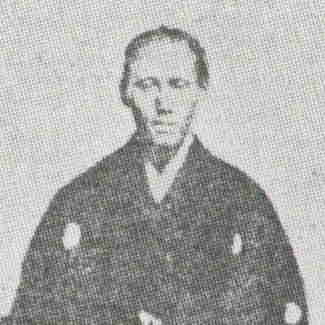
Okada Izo

## Obsazení
- Kazuya Nakayama - Okada Izo
- Kaori Momoi
- Ryuhei Matsuda
- Ryôsuke Miki - Hampeita Takechi
- Yuya Uchida - Duch
- Masumi Okada - Politik
- Hiroki Matsukata -
- Hiroshi Katsuno - Samuraj
- Masato - Samuraj
- Bob Sapp - Mnich
- Takeshi Caesar - Samuraj
- Takeshi Kitano - Premiér
- Daijiro Harada - Soudce
- Renji Ishibashi - Samuraj
- Mickey Curtis - Mnich
- Kazuki Tomokawa
- Taisaku Akino
- Hiroyuki Nagato - Stařík
- Susumu Terajima
- Saburō Shinoda
- Ken Ogata
- Joe Yamanaka

## Ocenění
Film Izo získal cenu za nejlepší speciální efekty na filmovém festivalu v Sitges.